# بازیافت لوازم خانگی

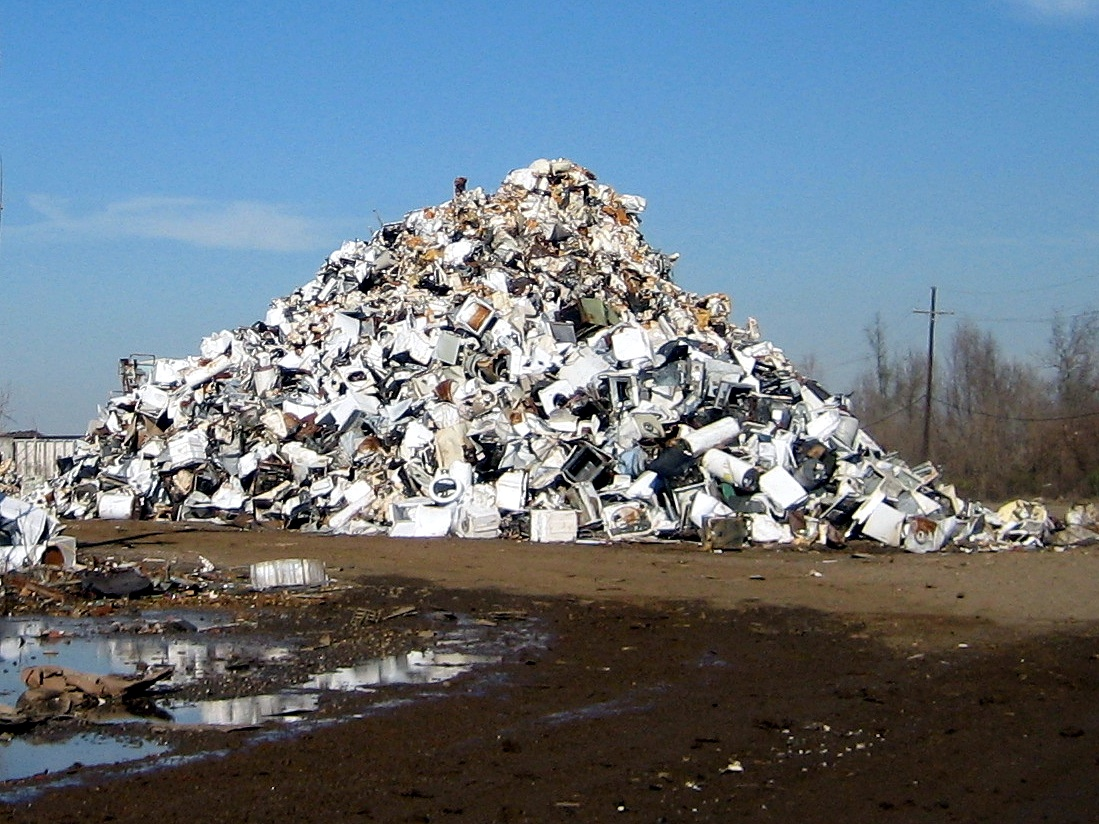
نیواورلئان پس از توفند کاترینا: تپه‌هایی از لوازم خانگی اسقاطی به همراه چند خودروی له شده که در انتظار اوراق شدن هستند

بازیافت لوازم خانگی فرآیندی است که در آن لوازم خانگی اسقاطی از هم جدا می‌شوند تا قطعات یا مواد آنها برای بازکاربری مورد استفاده قرار گیرند. بازیافت لوازم خانگی برای اهدافی شامل جداسازی قطعات، حذف زباله سمی و تخریب تجهیزات برای بازیابی منبع، عموماً با خرد کردن و مرتب‌سازی انجام می‌شود. بخشی از لوازم خانگی به دلیل پیشرفت تکنولوژی و در نتیجه منسوخ شدن دور انداخته می‌شوند. بخشی دیگر نیز به دلیل عدم طراحی مناسب دور انداخته می‌شوند که در نتیجه این عمل دور ریز لوازم خانگی بسیار زیاد شده است. انواع اصلی لوازم خانگی که قابل بازبافت هستند عبارتند از تلویزیون، یخچال، کولر گازی، ماشین لباسشویی و رایانه. وقتی لوازم خانگی بازیافت می‌شوند، می‌توان به آنها به عنوان منابعی ارزشمند نگاه کرد؛ اگر به‌طور نادرست دفع شوند، می‌توانند برای محیط زیست مضر باشند و اکوسیستمها را مسموم کرده و تولید آلودگی کنند.
قدرت قوانین بازیافت لوازم خانگی و درصد لوازم بازیافتی در سراسر جهان متفاوت است.

## جداسازی قطعات
بخش کلیدی بازیافت لوازم خانگی، جداسازی دستی هر محصول، حذف اجزای خطرناک و بازیابی مواد و قطعات قابل استفاده مجدد است. روش‌ها متفاوت هستند و به نوع دستگاه بستگی دارند. میزان اجزای خطرناکی که می‌توان حذف کرد، به نوع دستگاه نیز بستگی دارد. نرخ پایین حذف اجزای خطرناک، قابلیت بازیافت مواد ارزشمند را کاهش می‌دهد. هر نوع دستگاه، مجموعه ای از ویژگی‌ها و اجزای خاص خود را دارد. این امر، توصیف مشخصات لوازم خانگی را برای مرتب‌سازی و جداسازی قطعات ضروری می‌کند. تحقیقات در مورد برچیدن لوازم خانگی به یک حوزه فعال تبدیل شده است و هدف آن کمک به بازیافت برای رسیدن به حداکثر بهره‌وری است.

### طبقه‌بندی
یک فرایند خاص برای بازیابی مواد از لوازم خانگی وجود دارد. قطعات معمولاً به ترتیب از بزرگ‌ترین به کوچک‌ترین برداشته می‌شوند. ابتدا فلزات و سپس پلاستیک‌ها استخراج می‌شوند. مواد بر اساس اندازه، شکل یا چگالی مرتب می‌شوند. اندازه وسیله خوبی برای مرتب‌سازی و تسریع پردازش‌های آینده است. مواد بر اساس ابعاد اولیه، چقرمگی یا شکنندگی، به کسرهای بزرگتر یا ریزتر گزارش می‌شوند. طبقه‌بندی شکل به دینامیک ماده کمک می‌کند. طبقه‌بندی بر اساس چگالی هنگام تعیین کاربرد یک ماده مهم است.

### مثال
در مرحله نخست، باتری‌ها و مس به‌منظور کنترل کیفیت تفکیک می‌شوند. سپس مواد جمع‌آوری‌شده فشرده‌سازی می‌گردند. در مرحله بعد، آهن و فولاد (فلزات فرومغناطیسی) با استفاده از آهن‌رباهای الکترومغناطیسی جدا شده و برای فروش آماده می‌شوند.
سپس فلزات از مواد غیر فلزی به‌وسیله جریان‌های گردابی که توسط میدان‌های مغناطیسی با تناوب سریع ایجاد می‌شوند، جدا می‌گردند؛ این جریان‌ها باعث می‌شوند فلزات از مواد غیر فلزی جدا شده و به بیرون پرتاب شوند. در ادامه، از روش جداسازی با آب برای تفکیک پلاستیک‌ها و شیشه‌ها از بردهای الکترونیکی و سیم‌های مسی استفاده می‌شود. در نهایت، بردهای الکترونیکی و مس موجود برای فروش عرضه می‌شوند و پلاستیک‌ها و شیشه‌ها نیز برای استفاده مجدد بیشتر فشرده می‌گردند.

## بازیافت بر اساس منطقه
اگرچه بازیافت لوازم خانگی نسبتاً جدید است، اما چندین کشور قوانین و مقرراتی در مورد زباله‌های برقی وضع کرده‌اند. اولین کشورهایی که بازیافت لوازم خانگی را آغاز کردند شامل ژاپن، سوئیس، سوئد، هلند و آلمان بودند.

## ای پی آر
مسئولیت گسترده تولیدکننده (EPR) به عنوان یک استراتژی حفاظت از محیط زیست تعریف می‌شود که تولیدکننده دستگاه را در کل چرخه عمر آن و به ویژه در قبال «بازپس‌گیری»، بازیافت و در دفع نهایی محصول مسئول می‌داند. کشورهایی که این استراتژی برای لوازم خانگی زباله در آنها اتخاذ شده است عبارتند از: سوئیس (۱۹۹۸)، دانمارک (۱۹۹۹)، هلند (۱۹۹۹)، نروژ (۱۹۹۹)، بلژیک (۲۰۰۱)، ژاپن (۲۰۰۱)، سوئد (۲۰۰۱) و آلمان (۲۰۰۵)